# Solo per vendetta
(Tagline del film)
Solo per vendetta (Seeking Justice) è un film del 2011 diretto da Roger Donaldson.
Film thriller con protagonista Nicolas Cage, affiancato da Guy Pearce e January Jones.

## Trama
A New Orleans, Will Gerard è un umile insegnante di inglese alla Rampart High School, dove il suo migliore amico Jimmy è il suo capo. La moglie di Will, Laura, è una musicista che fa parte di un'orchestra locale. Una notte, dopo uno spettacolo, Laura viene picchiata e brutalmente violentata da uno sconosciuto di nome Hodge.
In ospedale, mentre Will aspetta notizie sulle condizioni di Laura, Jimmy gli dice che è fiducioso che lo stupratore verrà trovato. Uno sconosciuto, che si fa chiamare Simon, dice a Will di rappresentare un'organizzazione che si occupa di criminali che il sistema giudiziario non riesce a catturare. Simon descrive il suo gruppo come “pochi cittadini in cerca di giustizia”. Dice che Hodge è stato rilasciato sulla parola tre settimane prima dell'aggressione a Laura, che ha già violentato altre donne e che lo farà di nuovo.
Simon propone un'offerta intrigante; in cambio di un favore da parte di Will da specificare meglio in seguito, Simon farà in modo che un completo sconosciuto faccia pagare a Hodge lo stupro di Laura. Ciò risparmierebbe a Will e Laura un lungo processo, che farebbe soffrire Laura ancora più di quanto abbia già fatto, costringendola ripetutamente a rivivere lo stupro e ad essere traumatizzata dagli avvocati della difesa. Sconvolto e addolorato, Will acconsente all'accordo. Hodge viene ucciso e una foto del suo corpo, insieme a una collana che Hodge ha sottratto a Laura durante lo stupro, viene inviata a Will come prova. La frase in codice dell'organizzazione è: "Salta il coniglio affamato".
Il significato è riconducibile alle iniziali delle parole in Inglese, che sono anche le iniziali degli obiettivi che essa si prefigge: "eliminare la corruzione applicando la propria legge, a margine dalla cecità della giustizia".
Le parole sono:
Affamato: hungry => humanity: umanità
Coniglio: rabbit => reason: ragione
Salta: jumps => justice: giustizia
Sei mesi dopo, Simon ritorna. Vuole che Will segua una donna e i suoi due figli allo zoo e monitori un uomo. Se Will vede quest'uomo, deve chiamare un numero scritto su di una foto. Will è d'accordo, e spera che questo possa saldare il suo debito. Simon, tuttavia, continua a chiamare Will, chiedendogli di continuare quello che sta facendo, sostenendo che l'uomo è un molestatore sessuale. Non avendo scelta, poiché Simon promette di vendicarsi se non obbedisce, un riluttante Will acconsente. Gli viene ordinato di uccidere l'uomo su un passaggio pedonale sotto un alto cavalcavia, facendolo cadere "accidentalmente" e facendolo sembrare un suicidio.
Invece di ucciderlo, Will decide di vedere se l'uomo conosce in qualche modo Simon. L'uomo, già paranoico, sospetta che Will sia lì per ucciderlo. Lancia la sua bicicletta contro Will e, mentre lottano, l'uomo cade dalla passerella nonostante gli sforzi di Will per salvarlo. L'uomo cade a terra e viene investito da un camion. Will torna a casa, dove il detective Rudeski e il detective Green lo arrestano per aver ucciso l'uomo, il cui nome è Alan Marsh. Alla stazione, Will non riesce a convincere Green e Rudeski sulla propria versione dei fatti. Il capo degli investigatori, il tenente Durgan, vuole parlare da solo con Will. Durgan vuole fare un gioco, chiedendo a Will di completare le frasi. Dopo alcuni round, Durgan chiede: "Il coniglio affamato..." a cui Will risponde "Salta. Salta il coniglio affamato", a significare il suo legame con l'organizzazione di Simon. Durgan lascia Will libero, dandogli 24 ore per lasciare la città prima che Simon e i suoi scagnozzi Scar e Cancer vengano a cercarlo.
Will si reca a una commemorazione per Alan e scopre che l'uomo non era un molestatore sessuale bensì un pluripremiato giornalista investigativo del New Orleans Post che stava indagando sull'organizzazione. Will ora sa perché Simon voleva Alan morto. Simon, Scar e Cancer compaiono all'improvviso. Scar insegue Will in una strada trafficata, ma viene ucciso accidentalmente da un SUV che lo colpisce. Will si reca in un magazzino utilizzato da Alan e trova un cd-rom che descrive alcune persone del gruppo, insieme alle loro missioni. Will spiega a Laura cosa sta succedendo, lei gli risponde che avrebbe fatto lo stesso a parti invertite. Will poi le dice dove si trova, consigliandole di stare lontana dalla polizia e da chiunque altro faccia domande.
Will scopre che il vero nome di Simon è Eugene Cook e che Jimmy si è unito all'organizzazione anni fa, dopo che suo fratello era stato assassinato e la polizia non era riuscita a trovare l'assassino. Will invia a Cook una clip di un video tramite telefono, mostrando di avere il cd-rom e di conoscerne il contenuto. Cook accetta uno scambio in cui Will riceverà il filmato della telecamera di sicurezza che dimostra la sua innocenza in merito alla morte di Alan, poiché agiva per legittima difesa, in cambio del cd-rom. Will è d'accordo e decidono di incontrarsi al Louisiana Superdome, durante uno spettacolo di monster truck.
Al Superdome, a Will viene detto che Laura è stata rapita e gli viene mostrata una foto di lei, imbavagliata con del nastro adesivo, come ulteriore incentivo per fargli rinunciare al cd-rom. Vanno in un vicino centro commerciale, abbandonato dopo l'uragano Katrina. Jimmy, Cancer e un uomo chiamato Sideburns tengono Laura sotto tiro, con le mani legate e il nastro adesivo sulla bocca. Will rinuncia al cd-rom, ma Cook rinnega l'accordo, dicendo che Will e Laura verranno entrambi uccisi per rimuovere ogni minaccia all'organizzazione. Ordina che vengano fucilati. Cancer sta per premere il grilletto su Laura legata e imbavagliata quando viene colpito a morte da Jimmy, dopo di che Will spinge Sideburns su di una scala mobile inattiva, poi attraverso il vetro nella parte inferiore della scala mobile. Sideburns viene ucciso quando un pezzo di vetro gli trafigge il collo.
Jimmy dice che non sono entrati nell'organizzazione per uccidere persone innocenti, con Cook e Jimmy che si scambiano colpi di arma da fuoco finché Cook non uccide Jimmy con due colpi al petto. Laura si toglie la striscia di nastro adesivo che la imbavagliava e fugge con una pistola in mano. Cook la afferra e la lancia contro una teca di vetro, facendole cadere la pistola. Will arriva e inizia a picchiare Cook, ma entrambi cadono su un'altra scala mobile, rotolando fino in fondo. Laura, che ha afferrato la pistola, spara a Cook sei volte, uccidendolo.
Felici di essere vivi, Will e Laura risalgono la scala mobile. Durgan arriva, chiedendo chi ha ucciso Cook. Will risponde che è stato lui, ma Durgan dice che per come la vede lui, si sono uccisi a vicenda e non c'era nessun altro presente. Se ne va per cercare le prove per dimostrarlo.
Con il cd-rom ancora in mano, Will viene scagionato da ogni accusa. Decide di dare seguito al lavoro di Alan dando il cd-rom a Gibbs, un giornalista che Will ha incontrato al memoriale di Alan. Ringraziandolo, Gibbs dice: "Salta il coniglio affamato, eh?" indicando a Will sorpreso che anche Gibbs potrebbe far parte dell'organizzazione.

## Distribuzione
Il primo trailer ufficiale in lingua italiana del film è stato distribuito a partire dal 25 luglio 2011.
Il film è uscito in anteprima mondiale in Italia a partire dal 2 settembre 2011, mentre negli Stati Uniti è uscito il 16 marzo 2012.

## Accoglienza

### Critica
Nell'edizione dei Razzie Awards 2012, il film ha ricevuto una candidatura al Peggior attore protagonista per Nicolas Cage.